# Svenska tecknade serier
Svenska tecknade serier, produktionen av tecknade serier i Sverige, har en lång historia. Bland de äldsta ännu pågående serierna märks framförallt familjevänliga humorserier som 91:an av Rudolf Petersson, med sentida arvtagare som Cecilia Torudds Ensamma mamman och Lars Mortimers Hälge.
Inom barnseriegenren har framför allt Rune Andréassons Bamse rönt framgång, och bland senare års representanter märks Måns Gahrtons och Johan Unenges Eva & Adam. Framgångsrika vuxenserier inkluderar Rocky av Martin Kellerman, Arne Anka av Charlie Christensen, och Socker-Conny av Joakim Pirinen. Gunnar Krantz, Daniel Ahlgren, Mats Jonsson, Åsa Grennvall och Anneli Furmark har blivit trendsättande för vardagsrealism och självbiografiska serier.

## Historik

### Översikt
Serieproduktionen i Sverige har till stora delar influerats av vilka utländska serietraditioner som importerats mest. Vid början av 1900-talet var de svenska humorserierna påverkade av 1800-talets europeiska skämtteckningstradition, medan de första barnserierna sprang ur det likaledes europeiska fenomenet bilderböcker. Mellankrigstiden födde återkommande serier av amerikansk dagspresstyp, vilka blev vanliga i veckotidningarna, och under 1940-talet skapades de första äventyrsserierna med inspiration från trettiotalets amerikanska motsvarigheter. Efter andra världskriget inleddes utgivningen av svenskspråkiga serietidningar, ofta innehållandes amerikanska serier, men också de med inhemskt material. 1970- och 80-talen blev en guldålder för de fransk-belgiska albumserierna, och flera förlag gav också ut många svensktecknade serier i samma format. 1980-talet kom vidare att innebära flera nya serieskapare varav många var inspirerade av amerikanska undergroundserier. Mot slutet av århundradet började utbudet av självbiografiska serier att bli allt större, och vid 2000-talets början upplevde Sverige en våg av manga och andra asiatiska serier, vilket även kom att påverka svenska serieskapare.

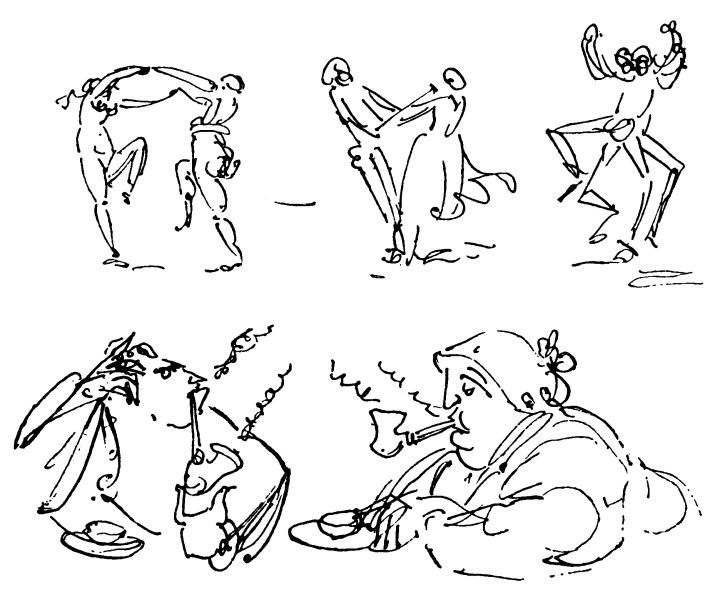
Dansom och rökom av Carl August Ehrensvärd, som på 1790-talet experimenterade med tecknade serier.

### Rötterna
Sveriges allra tidigaste belagda exempel på "sekvenskonst", vad som sedermera kommit att kallas för tecknade serier, publicerades redan på 1790-talet då Johan Tobias Sergel och Carl August Ehrensvärd tecknade flera sekventiella teckningar – satiriska ensidesberättelser som den mot katolska kyrkan riktade Flickan och prästen.
Andra tidiga namn och publikationstyper var Fritz von Dardel, karikatyrer samt rena bildberättelser.

### 1910-, 20- och 30-talen

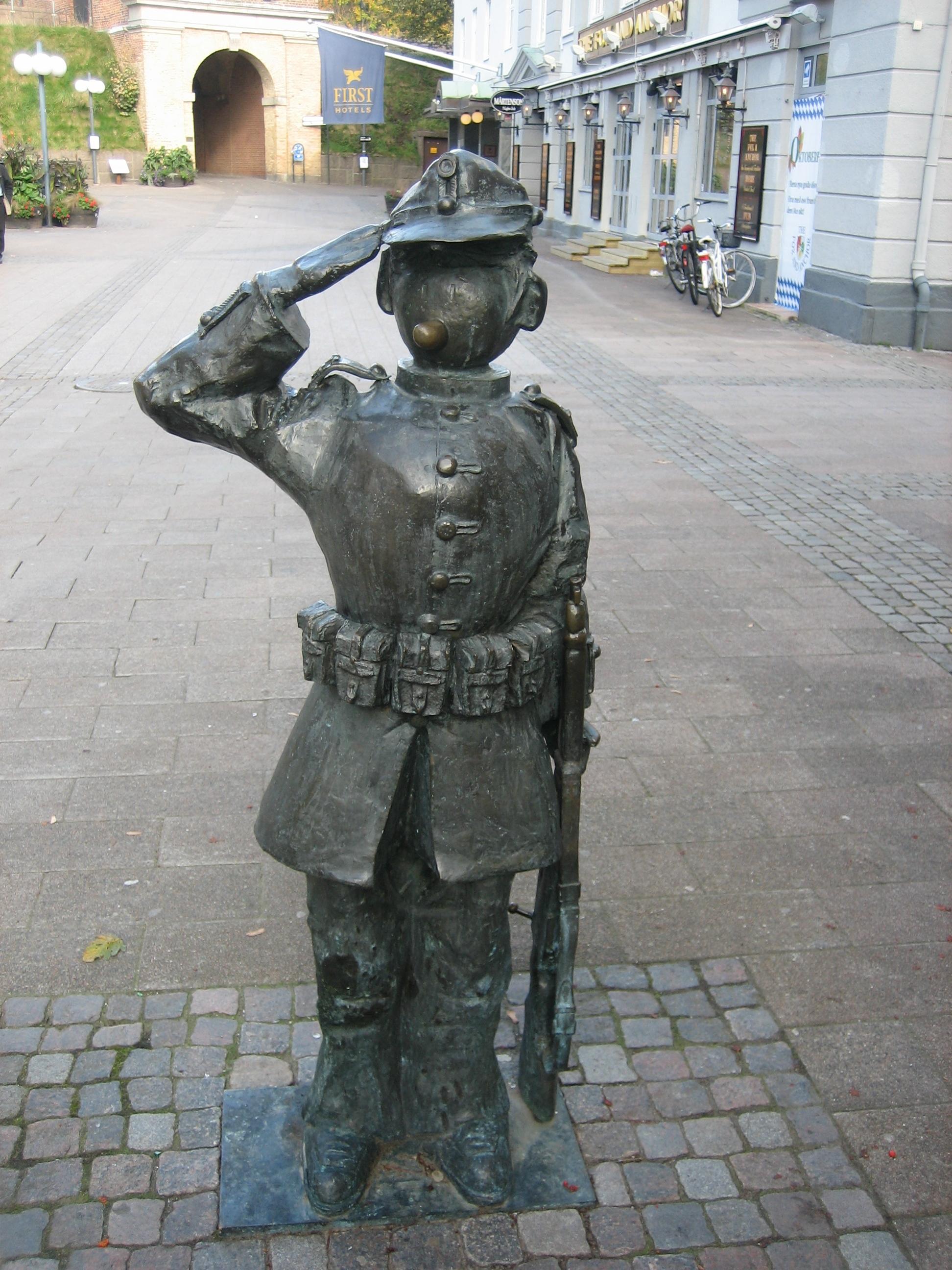
91 Karlsson, beväring i Klackamo, syntes första gången i tryck 1932. Senare fick han stå staty i Halmstad.

På 1910-talet fick tecknade serier ett nytt hem i den svenska veckopressen. 1912 inleddes utgivningen av Allt för Alla, där serier som Fridolf Celinder, Kronblom och 91:an Karlsson kom att publiceras. Senare kom tidningen Vårt Hem och serier som Agust och Biffen och Bananen.
I Folkskolans barntidning (senare Kamratposten, dagens KP) föddes under mellankrigstiden ett antal barnserier. De första seriealbumen i Sverige var de så kallade julalbumen. De tre första var Oscar Jacobssons Adamson, C A Jacobssons Carl Ferdinand Lundins äventyr och Harold Knerrs Knoll och Tott, alla tryckta 1921, och året därpå Jag och min brors underbara öden av Nils Ringström. Julalbum gjordes snart för de flesta nya svenska serierna, och även för vissa utländska i svensk översättning, som Katten Felix 1929. 1937 trycktes det första numret av Musse Pigg-Tidningen, en kortlivad publikation som sedermera beskrivits som den första svenska serietidningen. 

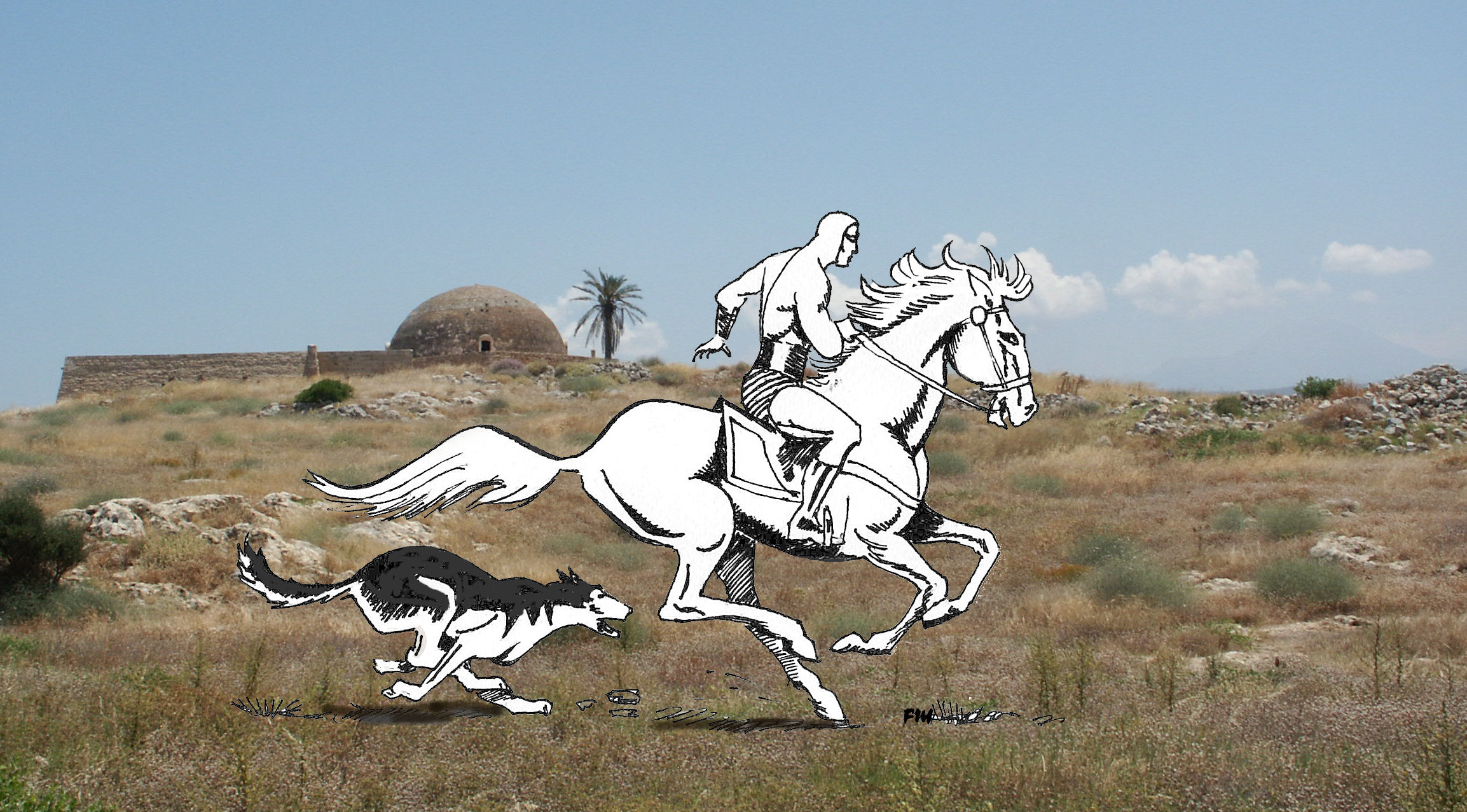
Lee Falks Fantomen blev särskilt framgångsrik i Sverige (tidning 1950). Senare startade man licensproduktion.

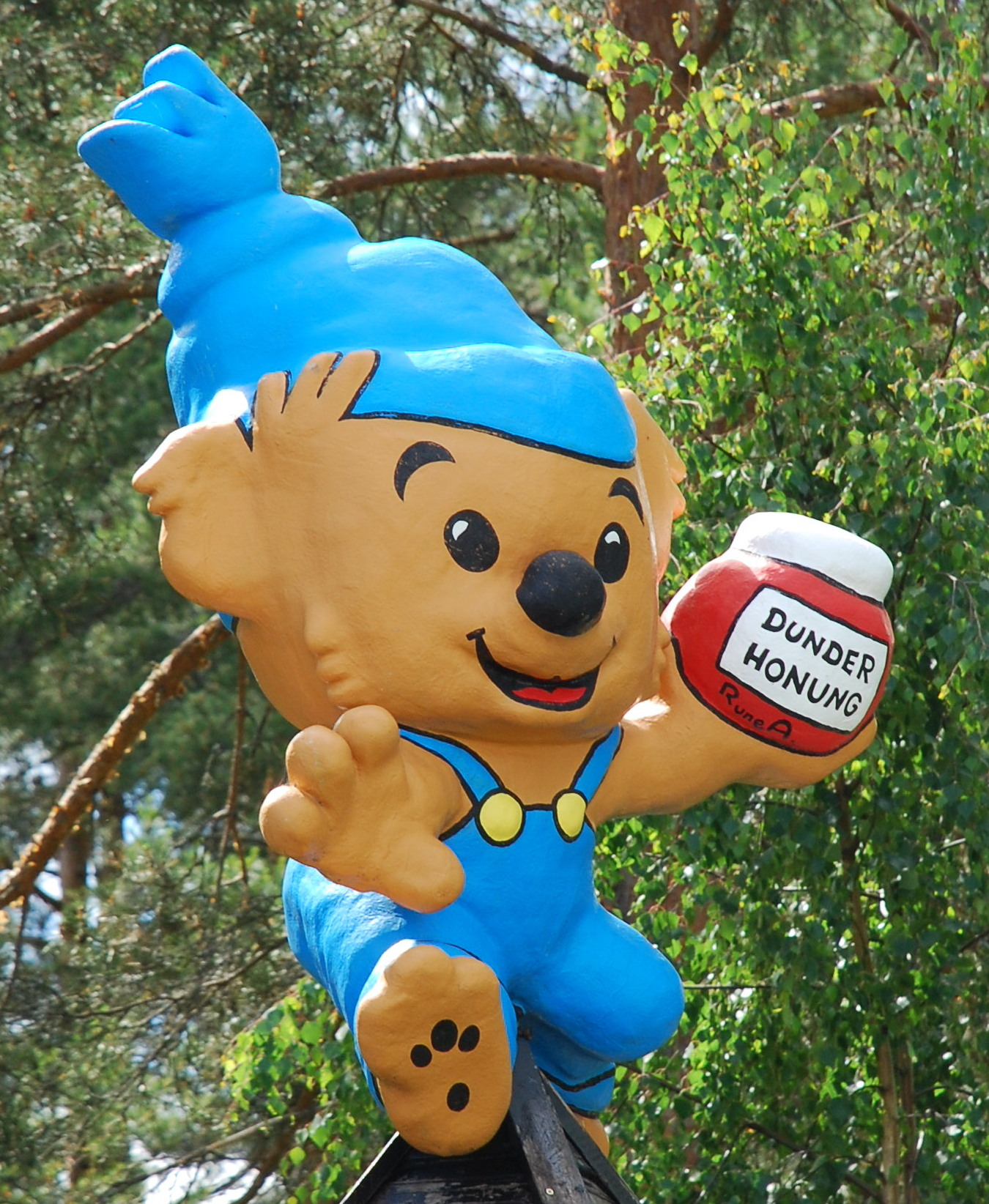
Rune Andréasson fick med Bamse (egen tidning från 1973) något som konkurrerade med Kalle Anka i popularitet.

### 1900-talets mitt
Veckans serier, som gavs ut 1942–1943, var den första serietidningen som efter amerikansk förebild  samlade en mängd olika serier, som Allan Kämpe, Gäckande Skuggan och serier av Disney. År 1948 började både Kalle Anka & C:o och Seriemagasinet att ges ut och nu, kring 1950, etablerade sig serietidningen på riktigt i Sverige. De kommande åren fick både Stålmannen och Fantomen egna tidningar.
Sverige fick ett antal egentillverkade äventyrsserier, däribland Dotty Virvelvind, Allan Kämpe och Buffalo Bill. Den svenska pionjären på området hette Bo Vilson – signaturen Bovil.
Den helsvenska serietidningen Tuff och Tuss, lanserad 1953 och hade barnboksförfattaren Gösta Knutsson som redaktör. I tidningen syntes serier av både Nils Egerbrandt och Rune Andréasson. Den senare hade lanserat sin första serie –  Brum – redan 1944 och uppfann sin Pellefant 1958, men det var som skapare av Bamse 1966 han kom att bli mest känd.
Även vissa barnböcker fick serieversioner. Barna Hedenhös och Ture Sventon är två exempel.
Bland de svenskproducerade humorserierna var 91:an något av ett flaggskepp, och tidningen med samma namn (lanserad 1956) kom även att fyllas med andra svenska humorproduktioner.
Nya svenska serier syntes även i dagspressen. Phili Philin började 1944 i den nya tidningen Expressen.
I början av 1960-talet kom två nya humortidningar som hämtade inspiration västerifrån. Svenska Mad (1960–2002) och HJäLP! (1962–1971) var varianter på de amerikanska tidningarna Mad Magazine och HeLP!.

### 1970-talet
På 1970-talet tog svenska serier inspiration från nya håll. Åren runt 1970 lanserades den fransk-belgiska seriealbum-traditionen på bred front, med serier som Tintin, Asterix och Lucky Luke, och tecknade serier började nu synas på biblioteken. I mitten av 1960-talet började svenska serievänner organisera sig. Svenska Serieakademin och Seriefrämjandet spred både information och påverkade politiker, och resultatet blev böcker, serietidskrifter och ett begynnande statligt stöd till serieutgivning.
Bland de nya svenska serierna fanns Felix, delvis inspirerad av Tintin. Rolf Gohs lanserade den vardagsnära äventyrsserien Mystiska 2:an, och Rune Andréasson placerade 1973 sin hemvävda barnserie Bamse i egen tidning. Det var även nu som den svenskstyrda produktionen av Fantomen-serier kom igång på allvar.

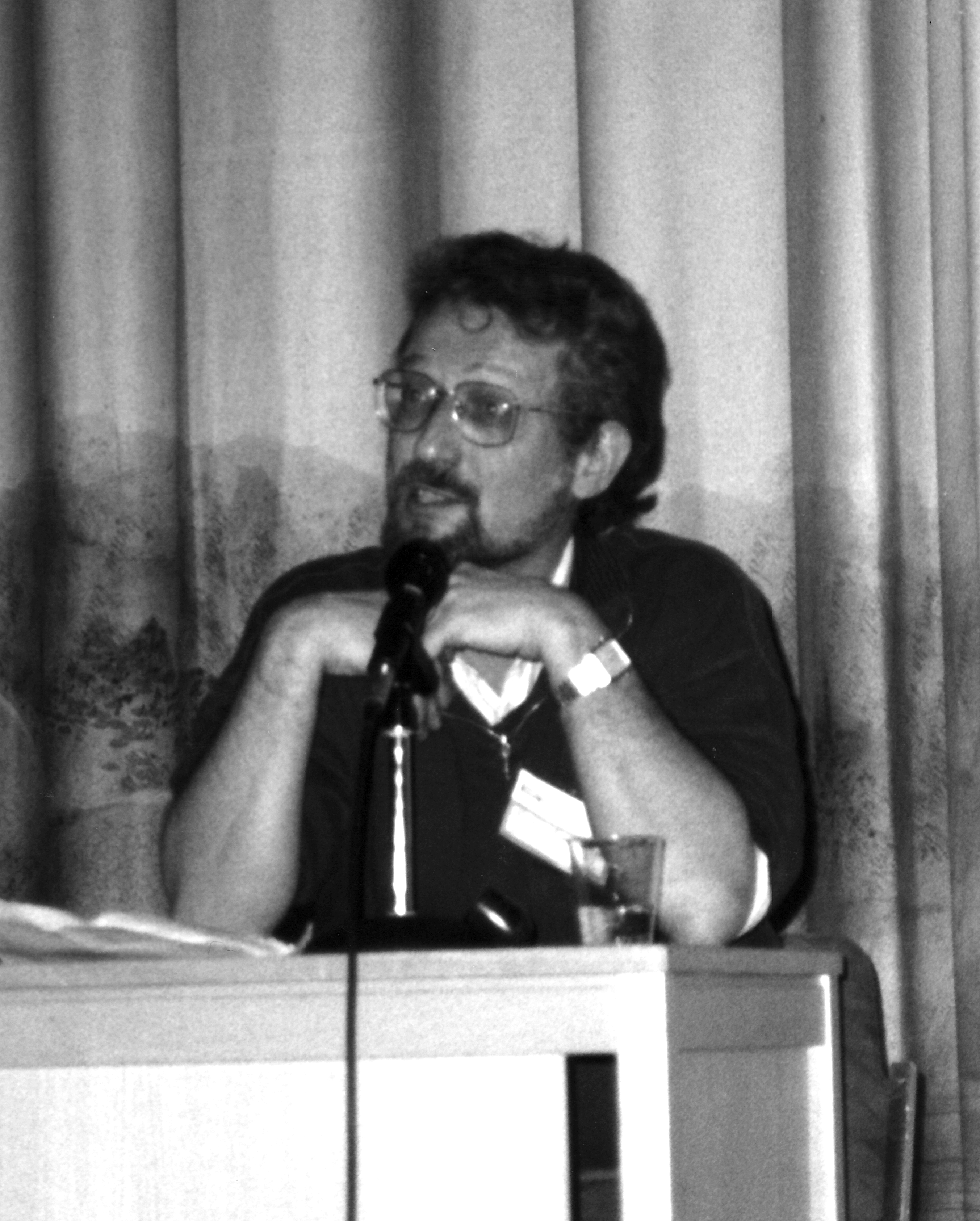
Under 1980-talet började många förlag starta serieutgivning för äldre läsare. Horst Schröders förlag Epix var mest produktivt.

### 1900-talets slut
De sista två decennierna av 1900-talet karakteriserades i Sverige av en långsamt minskande seriemarknad, fler serier för vuxna läsare och en allt större acceptans för seriemediet. Under 1980-talet lanserades ett stort antal vuxenserietidningar, som dock oftast blev kortlivade. Epix kom dock åren 1984–1992 att sätta sin prägel på utgivningen. Samtidigt arrangerades de första seriefestivalerna, där bokmässan i Göteborg hade ett tätt samarbete med Svenska Serieakademin. I början av 1990-talet arrangerade Seriefrämjandet (som några år tidigare börjat dela ut sina Urhundenplaketter) ett antal årliga seriemässor i Stockholm.
I motsatta ändar av utgivningen syntes nya alternativa serietidningen Galago och den svenskstyrda produktionen av Fantomen-serier.
1980-talets vuxenserieboom hämtade både inspiration från Frankrike/Italien och en ny sorts superhjälteserier från USA. Under 1990-talet sinade successivt den svenska utgivningen av seriealbum. Samtidigt började de första tecknen på en annalkande manga-våg att märkas.

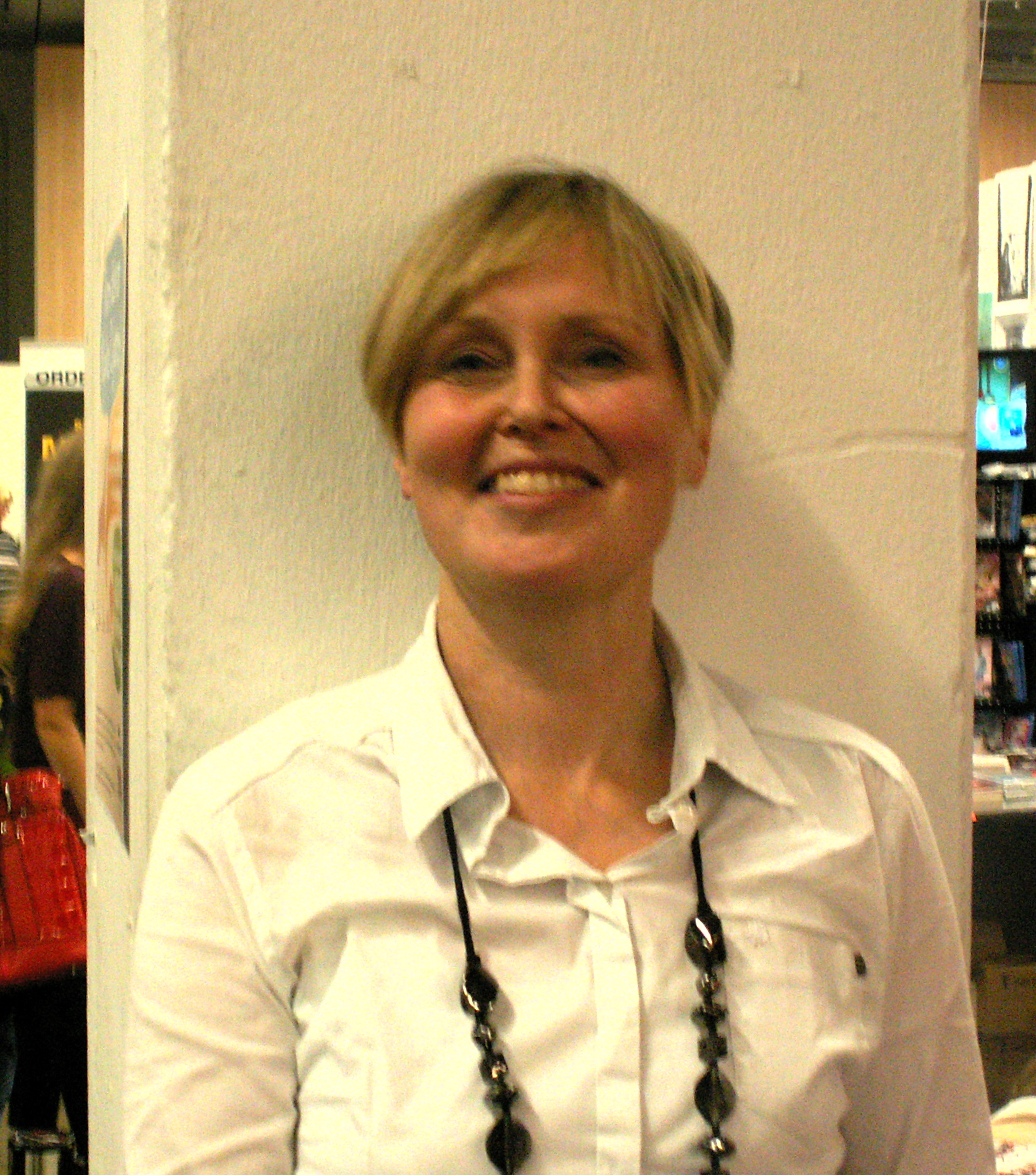
Anneli Furmark är en av numera allt fler publicerade kvinnliga serieskapare.

### 2000-talet
2000-talets svenska serier produceras i en fortsatt krympande serietidningsmarknad, och försök med serietidningar med huvudsakligen svenska serier har vanligen blivit kortlivade. Däremot har utgivningen av album med svenska originalserier enligt Seriefrämjandets statistik ökat från 40 stycken under år 2000 till omkring 100 stycken/år ett decennium senare.
Under de första decennierna på det nya århundradet har också allt fler serieskapare gått ifrån konceptet med pågående serier, till att istället producera fristående album och serieromaner – om än ibland med ursprungspublicering som en tidsbegränsad dagspresserie eller som serietidningsföljetong. Det främsta undantaget är flertalet framgångsrika dagspresserier som etablerades under 00-talet. Under decenniet stod en stor del av serieimporten av manga, vilket också påverkade en del nya svenska produktioner.
Allt fler av de publicerade serieskaparna är kvinnor. Två föregångare var Cecilia Torudd med sin Ensamma mamman och Lena Ackebo som båda etablerade sig kring mitten av 1980-talet. Väletablerade serieskapare under 2000-talet är exempelvis Nina Hemmingsson, Sara Granér, Liv Strömquist och Anneli Furmark. Detta skifte märks även i klasserna på de olika serietecknarskolorna som dragits igång i olika delar av landet, där andelen kvinnor är högt.

## Förlagsöversikt
Svenska serieförlag, med huvudsaklig utgivning av tecknade serier, etablerades först på 1950-talet. De var antingen fristående eller kopplade till större mediekoncerner som Bonnier och Gutenberghus (senare Egmont). Nya förlag dök upp i och med nya seriealbumen och vuxenserierna på 1970- och 1980-talen. Medan den allt mindre serietidningsutgivningen successivt samlats på allt färre förlag, har under de senaste decennierna en mängd mindre förlag tagit stor plats inom utgivningen av seriealbum.

## Filmatiserade serier
De första filmatiseringarna av svenska serier gjordes under 1940-talet. Sedan mitten av 1900-talet har ett antal "traditionella" humorserier blivit långfilm eller TV-serie. Senare har även ett antal barn- och ungdomsserier synts på vita duken eller på TV.